# Навідне питання
Навідне питання – це запитання, яке пропонує конкретну відповідь або містить інформацію, яку запитуючий хоче підтвердити. Їх використання в суді для отримання свідчень обмежено, щоб зменшити здатність слідчого/прокурора спрямовувати або впливати на представлені докази. Залежно від обставин навідні запитання можуть бути неприйнятними або прийнятними.
Доречність навідних питань загалом залежить від стосунків свідка до сторони, яка проводить допит. Як правило, запитуючий може задавати навідні запитання ворожому свідку або на перехресному допиті (щоб отримати свідчення, які свідок може не бажати давати), але не під час прямого допиту (щоб "навчити" свідка давати конкретну відповідь).

## Приклад
На навідні запитання часто можна відповідати так чи ні (хоча не всі питання "так–ні" є навідними). Навідні питання відрізняються від провокаційних питань, які є неприйнятними, оскільки містять неявне припущення (наприклад, «Ти перестав бити свою дружину?», опосередковано стверджує, що суб’єкт і «має» дружину, і «в якийсь момент» її бив).
Головне питання: «Автомобіль містера Сміта перевищував швидкість на 20 миль, коли він не впорався з керуванням і врізався в автомобіль жертви, чи не так?» (Приводить свідка до висновку, що містер Сміт перевищив швидкість і в результаті втратив контроль над своїм транспортним засобом, що призвело до аварії, яка, очевидно, була його виною.)
Нейтральне запитання: «З якою швидкістю, на вашу думку, їхав автомобіль містера Сміта до зіткнення?»
Навіть нейтральні запитання можуть привести свідків до відповідей на основі вибору слів, формулювання відповіді, зроблених припущень і форми. Наприклад, слова «швидко», «зіткнення» та «Як» можуть змінити оцінки швидкості, надані респондентами.